# Semembang
Semembang is een bestuurslaag in het regentschap Karimun van de provincie Riau-archipel, Indonesië. Semembang telt 1.097 inwoners (volkstelling 2010).